# Jan Hałas
Jan Hałas (ur. 1950) – polski działacz opozycyjny w okresie Polski Ludowej, w latach 1978–1988 pracował w porcie morskim Gdańsk.

## Życiorys
W sierpniu 1980 współorganizował strajk w Rejonie IV (Port Północny), był członkiem Komitetu Strajkowego, delegatem do Międzyzakładowego Komitetu Strajkowego w Stoczni Gdańskiej im. Lenina. W lipcu 1981 jako delegat brał udział w I Walnym Zebraniu Delegatów Regionu Gdańskiego NSZZ „Solidarność”. Po wprowadzeniu w Polsce stanu wojennego w dniach 13–19 grudnia 1981 uczestniczył w strajku w Porcie Gdańsk. Od 5 listopada do 8 grudnia 1982 był internowany. Do 1988 działał w Tajnej Komisji Zakładowej, drukował i kolportował wydawnictwa podziemne, współorganizował akcje ulotkowe i plakatowe. W sierpniu 1988 współorganizował strajk w Porcie Gdańsk. Od września 1988 współorganizował Międzyzakładowy Komitet Organizacyjny, od stycznia 1989 wszedł w skład Tymczasowego Zarządu Regionu. W latach 1989–2002 był delegatem na Walne Zebranie Delegatów Regionu Gdańskiego i Krajowy Zjazd Delegatów NSZZ „Solidarność”. Od 1990 do 1992 pełnił funkcję wiceprzewodniczącego, a następnie (1992–1993) przewodniczącego Zarządu Regionu. Był wiceprzewodniczącym Komisji Krajowej NSZZ „Solidarność” i członkiem jej Prezydium (1992–1993).